# Bautista Mendioroz
Bautista José Mendioroz (Viedma, 4 de mayo de 1955) es un ingeniero agrónomo y forestal y político radical argentino que ejerció como vicegobernador de la provincia de Río Negro durante los dos mandatos de Pablo Verani (1995-2003) y el segundo mandato de Miguel Saiz (2007-2011). Fue el tercer vicegobernador constitucional de la provincia, el único que ha sido reelegido en forma consecutiva y el único que ha ocupado el cargo tres veces. Fue dirigente de la Unión Cívica Radical, partido gobernante de la provincia entre 1983 y 2011. Ocupó también cargos como diputado provincial, tanto antes como después de ser vicegobernador y fue ministro de Producción.
Resultó elegido vicegobernador en fórmula con Pablo Verani, como candidato de la Alianza por la Patagonia, por solo 624 votos. La misma fórmula fue reelegida en 1999. Mendioroz declaró sus intenciones de presentarse como candidato a gobernador en los comicios de 2003, pero la judicialización de su posible postulación (luego de dos mandatos como vicegobernador) por parte del exgobernador Horacio Massaccesi lo impidió en última instancia. En 2007 fue compañero de fórmula nuevamente, esta vez de Miguel Saiz, que buscaba la reelección, resultnado electo vicegobernador por el período 2007-2011. En 2011 compitió en las internas de la UCR para ser candidato a gobernador, como postulante del sector más ligado a la conducción nacional opositora de Ernesto Sanz. Finalmente, sin embargo, la postulación fue para el ministro César Barbeito, perteneciente al sector de los radicales K (cercanos al gobierno justicialista de Cristina Fernández de Kirchner).
Mendioroz perteneció a un sector de la UCR favorable a la conformación de la alianza Cambiemos en la provincia, tal como lo había decidido por mayoría la Convención Nacional partidaria reunida en Gualeguaychú, conduciendo a una ruptura del partido que motivó su deserción antes de las elecciones de 2015, en las que el radicalismo se ubicó en último puesto luego de que resolviera concurrir sin alianzas. Mendioroz concurrió como candidato a vicegobernador, secundando la fórmula que encabezaba Magdalena Odarda. En 2018 se afilió al partido Coalición Cívica ARI, que forma parte de la alianza nacional Juntos por el Cambio. integrando la conducción de la Mesa Nacional. Su nombre fue barajado como posible candidato a diputado nacional, pero finalmente no se postuló.